# Mike Genovese
Mike Genovese (* 26. April 1942 in St. Louis) ist ein US-amerikanischer Schauspieler.

## Leben
Mike Genovese wurde in St. Louis im US-amerikanischen Bundesstaat Missouri geboren und wuchs dort auch auf. Seinen Studienabschluss erhielt er an der Eastern Illinois University im Fach Drama. Von 1969 bis 1973 unterrichtete er Schauspiel am Webster College.
Seine Schauspielkarriere begann Genovese an einem Theater in St Louis, The Repertory Theatre of St. Louis. Bei einem Stück in Washington, D.C., bei dem er mitwirkte, lernte er Ellen Crawford kennen, die er im Jahr 1982 heiratete und mit der er drei Kinder hat. Mit seiner Frau spielte Genovese unter anderem gemeinsam in Emergency Room – Die Notaufnahme, wo Crawford zehn Jahre lang eine Nebenrolle innehatte und die von beiden verkörperten Charaktere eine Liebesbeziehung hatten. Er war Schauspieler in einer Vielzahl von Theaterstücken und Fernsehproduktionen.

## Filmografie (Auswahl)
- 1979: Der lange Treck (2 Episoden)
- 1981: Der Einzelgänger
- 1981: Ein Senkrechtstarter kratzt die Kurve
- 1983: Lockere Geschäfte
- 1983: Computer Kids (1 Episode)
- 1983: Knight Rider (1 Episode)
- 1984: Trio mit vier Fäusten (1 Episode)
- 1984: Remington Steele (1 Episode)
- 1984: Ein Duke kommt selten allein (1 Episode)
- 1984: Der Ninja-Meister (1 Episode)
- 1984: Hardcastle & McCormick (1 Episode)
- 1983–1984: T.J. Hooker (2 Episoden)
- 1985: Agentin mit Herz (1 Episode)
- 1985: Cusack – Der Schweigsame
- 1985: Falcon Crest (8 Episoden)
- 1986: Jo Jo Dancer – Dein Leben ruft
- 1987: Blind Date – Verabredung mit einer Unbekannten
- 1987: Chefarzt Dr. Westphall (1 Episode)
- 1988: Raumschiff Enterprise – Das nächste Jahrhundert (1 Episode)
- 1988: Wer ist hier der Boss? (1 Episode)
- 1989: Harlem Nights
- 1990: Ein gesegnetes Team (1 Episode)
- 1990–1991: Flash – Der Rote Blitz (17 Episoden)
- 1991: Gefährliche Brandung
- 1991–1992: Alle unter einem Dach (2 Episoden)
- 1993: Blood in, Blood out – Verschworen auf Leben und Tod
- 1989–1993: Zurück in die Vergangenheit (2 Episoden)
- 1993: American Karate Tiger
- 1993: Star Trek: Deep Space Nine (1 Episode)
- 1996: Badlands
- 1996: Beverly Hills, 90210 (1 Episode)
- 1996: Viper (2 Episoden)
- 1997: Chicago Hope – Endstation Hoffnung (1 Episode)
- 1997: Renegade – Gnadenlose Jagd (1 Episode)
- 1997: Executive Target
- 1998: Babylon 5 (1 Episode)
- 1999: Practice – Die Anwälte (1 Episode)
- 1994–2000: Emergency Room – Die Notaufnahme (12 Episoden)
- 2000: J.A.G. – Im Auftrag der Ehre (1 Episode)
- 2002: Für alle Fälle Amy (1 Episode)
- 2006: Cold Case – Kein Opfer ist je vergessen (1 Episode)
- 2006: The Unit – Eine Frage der Ehre (1 Episode)
- 2008: Redbelt
- 2018: Beyond White Space – Dunkle Gefahr (Beyond White Space)